# James Fitzpatrick (rugbyspeler)
James Paul Fitzpatrick (Los Angeles, 2 juni 1892 - San Marino, 9 oktober 1973) was een Amerikaans rugbyspeler.

## Carrière
Tijdens de Olympische Zomerspelen 1920 werd hij met de Amerikaanse ploeg olympisch kampioen.

## Erelijst

### Met Verenigde Staten
- Olympische Zomerspelen:  1920